# پوکاپوکا (پرو)
پوکاپوکا (به اسپانیایی: Pucapuca) یک کوه در پرو است که در Peru, Cusco Region واقع شده‌است. پوکاپوکا ۵٬۴۵۰ متر بالاتر از سطح دریا واقع شده‌است.